# دون هاريسون (منتج أفلام)
دون هاريسون (بالإنجليزية: Doane Harrison)‏ هو منتج أفلام ومونتير أمريكي، ولد في 19 سبتمبر 1894 في ميشيغان في الولايات المتحدة، وتوفي في 11 نوفمبر 1968 في ريفرسايد في الولايات المتحدة بسبب مرض.

## وصلات خارجية
- دون هاريسون على موقع IMDb (الإنجليزية)
- دون هاريسون على موقع ألو سيني (الفرنسية)
- دون هاريسون على موقع أول موفي (الإنجليزية)
- دون هاريسون على موقع قاعدة بيانات الأفلام السويدية (السويدية)
- دون هاريسون على موقع قاعدة بيانات الفيلم (الإنجليزية)
- دون هاريسون على موقع كينوبويسك (الروسية)